# 美国的平权行动

肯定性行动在美国各州的合法性
肯定性行动和其他基于种族选择性雇佣被禁止的州
肯定性行动合法的州

美国的平权行动（英語：affirmative action，也称为肯定性行动）是一套法律、政策、指导方针和行政惯例，“旨在终止和纠正特定形式歧视的影响”，其中包括政府授权、政府批准和自愿行动的私人运动。这些行动往往侧重于获得教育和就业机会，特别考虑历史上被排斥的群体，特别是少数族裔或妇女。采取肯定性行动的动力是纠正与过去和现在的歧视有关的不利条款。进一步的动力是希望确保公共机构，如大学、医院和警察部队，能够更好地代表他们所服务的人群。
在美国，平权行动包括种族配额的采用，直到最高法院质疑其配额是否合宪且是否非法利用种族政策。平权行动目前重点强调的不是具体的配额，而是强调“有针对性的目标”，通过“真诚的努力...确定、甄选和培训具有潜在资格的少数族裔和妇女。”例如，许多高等教育机构自愿采取政策，设法增加少数族裔的招收数量。扩招活动、定向招聘、雇员和发展管理、员工支持计划都是就业平权行动的例子。美国有10个州曾经禁止过平权行动：爱达荷州（2020年）、加利福尼亚州（1996年）、得克萨斯州（1996年）、华盛顿州（1998年）、佛罗里达州（1999年）、密歇根州（2006年）、内布拉斯加州（2008年）、亚利桑那州（2010年）、新罕布什尔州（2012年）和俄克拉荷马州（2012年）。然而，2003年，格鲁特诉布林格案件推翻了德克萨斯州在霍普伍德诉德克萨斯案件后出现的禁令，剩下9个州目前禁止这项政策。
平权行动政策的制定是为了解决少数族裔和妇女面临的长期歧视历史，报告显示，许多政策对白人和男性产生了相对不公平的优势。这些政策最初出现于20世纪40年代和民权运动期间关于不歧视政策的辩论。这些辩论最终导致20世纪40年代及以后的时代，在部分政府机构和承包商的就业政策中出现要求不得歧视的联邦行政命令，以及1964年《民权法》第七章，其中禁止在雇员超过25人的公司中实行种族歧视。第一项联邦种族意识平权行动是1969年实施的修订后的费城计划，该计划要求某些政府承包商制定“目标和时间表”，以此整合和多样化的劳动力。通过在就业和教育方面的自发行动以及联邦和州政策的结合，最终产生了相似的政策。在Grutter诉Bollinger案（2003年）中，最高法院部分支持平权行动作为一种实践方法，而在Gratz诉Bollinger案（2003年）中，法院却裁定在大学招生中使用种族配额是违宪的。
平权行动很可能在美国政界引起争议。支持者认为，仍然需要采取平权行动，以消除对妇女和少数族裔的持续偏见。反对者认为，这些政策等同于对非少数族裔的歧视，即基于种族偏好而非成就而偏袒一个群体，许多人认为，当前美国社会的多样性已经表明平权政策已经获得成效了，不再需要平权行动了。支持者们指出，当代存在意识和无意识偏见的例子，例如有证据表明，黑人名字的求职者比白人名字的求职者得到回访的可能性要低50%，这表明平权行动并没有过时。

## 起源
美国最高法院于19世纪中叶就开始了依据宪法中的保障原则来保护黑人公民权利的行为。雖然憲法已保障少數族裔及性別的權利，但不少在職業及教育上仍然受到歧視，公民權利並沒有獲得保障。

## 兴起
美国平权运动是1960年代伴随非裔美國人民权运动、女權运动、性革命等一連串民权运动兴起的一项社會运动，並於民權法案通過後進一步擴大。
1965年由民主黨政府的美國總統林登·约翰逊发起，主张在大学招生、政府招标等情况下照顾如少数民族、女性等弱势群体，是一个特定时期“种族优先”的法律，保障他們不會在教育及工作方面受到歧視及不公平對待。

## 争议
随着时代的变化，平权行动的含义也在不断的变化，从字面理解，平权措施起初旨在支持帮助少数及弱勢族群。 赞同者认为“平权行动”可以消除歧视，避免历史倒流，从而达到平等。反对者认为：即使由于个人命运的不幸，也不允许普遍优待公民中的一个整体，保障少數及弱勢族群變相讓他們有特權及優越待遇，且並不會實質上消除歧视。以及部分亚裔认为，现实中的平权行动不仅不保护作为少数族裔的亚裔，反而对亚裔的伤害多于对白人的伤害。甚至在一些情况下，白人将从中受益。

### 平权行动的赞同方
肯尼迪总统在第10925号行政命令中指出，“因种族、信仰、肤色或国籍而产生的歧视违反了美国宪法的原则和政策”；“美国政府有明确和积极的义务促进和确保所有合格人员享有平等的机会，不分种族、信仰、肤色或国籍，联邦政府和政府合同中的受雇人员或是寻求工作的，都包括在内。也就是：“通过采取积极措施，政府行政部门的政策鼓励政府内所有合格人士享有平等机会。”亦即“通过最有效地利用现有的所有人力资源来促进美国的经济、安全和国防建设是符合美国的总体利益和福利的。”
平权行动的支持者认为，从本质上讲，这一制度不仅基于种族，而且也基于阶级和性别。消除其中两个关键组成部分将破坏整个系统的宗旨。非裔美国人政策论坛(AAPF)认为，基于阶级的论点是立足的观点的观点是：非贫困少数群体不遭受种族和性别歧视。AAPF认为，“有种族意识的平权行动仍然是必要的，用以解决种族障碍，这些障碍使无数各阶层的有色人种在取得成功的道路上受阻”。这些组织接着说，平权行动要对创造非裔美国中产阶级负责，因此说该制度只对中上层阶级有利是没有意义的。
2003年在芝加哥大学进行的一项研究发现，与艾米丽（Emily）或格雷格（Greg）等“听起来像白人”的名字相比，拉基沙（Lakisha）和贾马尔（Jamal）等“听起来像黑人”名字的人接受面试的可能性低50%。
德尔博文（Deirdre Bowen）最近的一项研究测试了反对平权行动阵营使用的许多论点。她的研究表明，在那些禁止平权行动的州的学校中，少数族裔的学生遭遇到更大的敌意和内部和外部的耻辱，而在学生可能受益的平权行动的学校中，他们却没有经历那么大的敌意和耻辱。

#### 妇女成功的例子
平权行动的支持者指出，妇女从这项政策中获益，证明了它能帮助历史上处于边缘地位的群体。在被剥夺权利的群体成为平权行动法主体的50年里，他们在劳动力中的代表性急剧上升：
在很大程度上要感谢平权行动和公民权利保护，从1972年到1993年，这些行动为所有肤色的妇女提供了以前本来受到限制的机会：
– 女建筑师的比例从3%增加到总数的近19%;
– 女医生的比例翻了一倍多，从所有医生的10%增加到22%;
– 女律师占全国律师总数的比例从4%上升到23%;
– 女工程师的比例从不到1%上升至近9%;
– 女性化学家的比例从所有化学家的10%增加到30%；以及,
– 女大学教职员工的比例从28%上升到42%。（莫斯利·布劳恩1995，8）

此外，自1983年以来，女企业经理和专业人员的比例从41%增加到48%，而女警官的人数翻了一倍多，从6%增至13%（美国商务部，人口普查局1995年，表649）。根据1995年的一项研究，至少有600万妇女——其中绝大多数是白人——如果没有平权行动所取得的进展，她们根本不会有现在的工作（Cose 1997，171）。

#### 需要抗衡历史上的不平等
非裔美国人
在美国有记录历史的头250年里，非洲人被当作商品交易，被迫无偿工作，先是当契约佣人，后是奴隶。在当时的美国大部分地区，他们被禁止接受各级教育，从基本的阅读到在种植园以外的环境可用的高级技能都被禁止。
1865年废除奴隶制后，美国黑人看到自己和白人之间的教育差距因种族隔离而加剧。由于普莱西诉弗格森案，他们被迫在分开的，拨款不足的学校上学。尽管法律上的学校隔离在布朗訴托皮卡教育局案中结束，但事实上的教育隔离一直持续到今天。
第二次世界大战结束后，德怀特·艾森豪威尔的军人权利法案扩大了美国白人和黑人之间的教育差距。该法案为白人军人上大学铺平了道路。虽然也是退伍军人，但黑人退伍军人却没有得到与白人相同的贷款利率。此外，在该法出台时，种族隔离制仍然合法，禁止黑人进入最好的大学。总的来说，“二战后，近800万男女军人根据《军人权利法案》的条款接受到教育。但对黑人来说，高等教育机会太少，以至于《军人权利法案》的承诺在很大程度上没有实现。
拉丁裔美国人
根据保罗·布雷斯特博士（Dr. Paul Brest）的一项研究，西语裔或“拉美裔”包括中美洲和南美洲国家移民的后代。1991年，墨西哥裔美国人、波多黎各人和古巴裔美国人占美国拉丁裔人口的80%。与美国白人相比，拉丁美洲人处于不利地位，生活在贫困之中的可能性更大。在少数族裔中，他们是受教育程度最低的主要群体，高中毕业率下降了3%，而非裔美国人在1975年至1990年间增长了12%。1990年，他们占总人口的9%，但只获得3.1%的学士学位。在对立法者有利的时候，如在重建期间，拉美裔被吉姆·克劳法案视为“白人”。在其他情况下，据保罗·布雷斯特的说法，拉丁美洲人被归为低等种族，对白人的纯洁性造成威胁。拉丁美洲人在就业、住房和教育等领域遭遇了相当大的歧视。布雷斯特发现，固化的想法依然存在，很大程度上是消极的；许多人认为拉丁美洲人“懒惰、没有生产力、靠救济金生活。”此外，本土出生的的拉丁裔和新移民被认为是相同的，因为外来者往往不区分拉美群体。
美国原住民
美国原住民这一类别适用于欧洲人来定居之前已经居住在北美的多样化人群。在美国政府向西扩张的过程中，美国原住民被迫离开几个世纪以来一直是他们的家园的土地。相反，他们被迫到又小保护少的保留地居住。据布莱斯特说，美国原住民的土地从1887年的1.38亿英亩减少到1934年的5200万英亩。1990年，美国原住民的贫困率是白人的三倍多；只有9.4%的美国原住民获得了学士学位，而白人和非裔美国人的分别为25.2%和12.2%。
亚裔美国人
早期的亚洲移民经历了偏见和歧视，表现为没有能力加入美国国籍。他们也面临非裔美国人面临的学校隔离法的挑战。特别是在第二次世界大战期间，日裔美国人被关押在集中营里，失去了他们的财产、家园和生意。对亚洲人的歧视始于1882年的排华法案，之后又延续到1888年的斯科特法案和1892年的盖里法案。20世纪初，美国通过了《1924年移民法案》，防止亚洲人移民到美国，担心亚洲人窃取白人工作，降低工资标准。此外，白人和非亚洲人不区分不同的亚洲人群体，并固化了“模范少数族裔”的类型。根据费尔菲尔德大学教授张青（音译）2010年的一篇文章，亚洲人被单一地描述为有很高的职业道德，重视教育，但缺乏沟通技巧和个性。这种成见的一个负面结果是，亚洲人被描绘成领导能力和人际交往能力差。这导致了“玻璃天花板”现象，虽然有许多合格的亚裔美国人，但他们在企业中处于高管职位的却少得不成比例。此外，少数族裔的典型印象导致了对亚洲人成功的不满，一些大专院校限制或被控限制亚洲人入学。

#### 公平与平等/歧视与包容
许多平权行动的支持者认识到这项政策本质上是不平等的；然而，考虑到美国历史上的不平等这一不可回避的事实，他们认为这项政策比不考虑这些情况的政策公平得多。此外，赞成平权行动的人视其为一种争取包容的努力，而不是一种歧视性做法。工作上的歧视基于偏见和排斥，平权行动是通过包容，克服偏见待遇的努力。治愈社会排他性的最有效方法是在包容方面作出特别努力，而这正是平权行动所做的。

#### 支持平权行动的著名人士
平权行动政策既有大量的支持者也有反对者。上个世纪的许多总统在这项政策上都没有采取非常坚定的立场，民众不得不亲自辨别总统的看法。但是，比尔·克林顿在他就职两年半之后1995年7月19日的演讲中清楚表明了他对平权行动的立场。在他的演讲中，他讨论了促成这项政策的美国历史：奴隶制、种族歧视和种族隔离。克林顿还提到了一点类似于林登·约翰逊总统的“自由是不够的”演讲，宣布在国内废止歧视不足以使美国人人平等。他谈到关于平权行动伤害白人中产阶级的论点，并说这项政策不是他们问题的根源。克林顿明确地概述了他对平权行动的立场，说：
让我明确说明平权行动不是什么，什么是我不允许的。平权行动不意味着——我也不赞成——不合格者持有不合理的偏好来针对任何种族或性别的合格者。不意味着——我也不赞成——数字配额。不意味着——我也不赞成——单单基于种族或性别而不考虑成绩就拒绝或选择任何雇员或学生…
最后，克林顿说，所有证据都表明，尽管平权行动应该是一项临时政策，但还没有到结束的时候。他认为这仍然是一个相关的实践，总的来说，国家的目标应该是“修正它，但不要终止它”。克林顿的话成了许多美国人对于平权行动的口号。

#### 多样性
华盛顿特区举行的国家立法机构全国会议在2014年的综述中指出，许多支持平权行动的人认为，平权行动产生的政策有助于为历史上被排斥的群体打开门，让他们在工作环境和高等教育中获得之前没有的机会。工作场所多元化已成为一种企业管理理念，其中，雇主积极寻求促进一个包容的工作场所。通过重视多样性，雇主有能力创造出一个尊重个体差异的企业文化，并有能力从各阶层的人中汲取才干和构思。通过创造多样化的员工群体，这些雇主和公司在日益全球化的经济中获得了竞争优势。据美国平等就业机会委员会（U.S.Equal Employment Opportunity Commission）的数据，很多私营部门的雇主得出结论，多元化的员工群使公司“更强大、更盈利、更适合工作”。因此，实施这些促进多样性的政策是出于竞争的原因而不是作为对歧视的回应，并显示了多样性的价值。
2000年，根据美国大学教授协会（AAUP）的一项研究，平权行动促进了大专院校内部的多样性。这已经被证明对教育结果和大学生的经验有积极的影响，同样的影响也涉及到教师的教学中。根据Geoffrey Maruyama和JoséF.Moreno的一项研究结果表明，教师认为多样性有助于学生达到大学教育的基本目标；白人学生不受课堂多样性的不利影响，重视多元文化学习改进了高校完成教学使命的能力。此外，多元化的学生群体提供独特的视角，通过接触他人的经验和想法，挑战学生先入为主的观念。密歇根大学的古林（Gurin）教授认为，这些技能如：“换位思考、接受差异、发现差异共性的意愿和能力、接受冲突为常态、解决冲突、参与民主，对更广阔的世界的兴趣”可以在大学里发展，同时接触到各种完全不同的学生群体。此外，拓宽视野有助于学生面对个人和实质性的固守成规，在课堂环境中促进对种族和族裔问题的讨论。此外，2000年美国大学教授协会（AAUP）的研究表明，多样性的观点会使学生在种族、容忍、公平等问题上有更好的讨论和理解。

### 平权运动的反对方
平权行动一直是众多法院案件的主题，在这些案件中，平权行动通常是基于宪法被反驳的。一些州明确禁止平权行动，例如加州（209号提案），华盛顿州（200号倡议），密歇根州（密歇根州民权倡议）和内布拉斯加州（内布拉斯加州民权倡议）。
偏见
|                | 总录取率 | 黑人录取率 | % 差异  |
| -------------- | -------- | ---------- | ------- |
| 哈佛大学       | 10.0%    | 16.7%      | + 67.0% |
| MIT            | 15.9%    | 31.6%      | + 98.7% |
| 布朗大学       | 16.6%    | 26.3%      | + 58.4% |
| 宾西法尼亚大学 | 21.2%    | 30.1%      | + 42.0% |
| 乔治城大学     | 22.0%    | 30.7%      | + 39.5% |

普林斯顿大学社会学家Thomas J. Espenshade和Chang Y. Chung在2005年进行的一项研究比较了三所选择人数较多的私立研究型大学中平权行动对种族和特殊群体的影响。该研究的数据代表了SAT入学考试在录取时的减分和加分（按旧的1600分制）：
- 白人（非招募运动员/校友子女的情况）:0（对照组）
- 黑人: +230
- 拉丁裔: +185
- 亚裔: -50
- 招募运动员: +200
- 传统生（校友之子）: +160[39]

|        | MCAT 24-26, GPA 3.20-3.39 | MCAT 27-29, GPA 3.20-3.39 | MCAT 27-29, GPA 3.40-3.59 |
| ------ | ------------------------- | ------------------------- | ------------------------- |
| 亚裔   | 7.7%                      | 17.6%                     | 30.0%                     |
| 白人   | 12.3%                     | 24.5%                     | 35.9%                     |
| 拉丁裔 | 36.0%                     | 54.5%                     | 68.7%                     |
| 黑人   | 67.3%                     | 83.3%                     | 85.9%                     |

|        | MCAT 24-26, GPA 3.20-3.39 | MCAT 27-29, GPA 3.20-3.39 | MCAT 27-29, GPA 3.40-3.59 |
| ------ | ------------------------- | ------------------------- | ------------------------- |
| 亚裔   | 6.5%                      | 13.9%                     | 20.4%                     |
| 白人   | 8.2%                      | 19.0%                     | 30.6%                     |
| 拉丁裔 | 30.9%                     | 43.7%                     | 61.7%                     |
| 黑人   | 58.7%                     | 75.1%                     | 81.1%                     |

在控制了成绩、考试成绩、家庭背景（校友子女情况）和运动员情况（无论学生是否是一名招募运动员）等条件之后，Espenshade和Radford发现白人有三倍，西班牙裔有六倍，黑人有十五倍以上相较于亚裔美国人被美国大学录取的可能性。 

#### 不匹配影响
理查德·桑德尔声称，人为地将少数族裔学生升入除此之外他们无法进入的学校，反而挫败了他们，并往往导致这些学生的失败和高辍学率。例如，大约一半的黑人大学生在其课程中排在最后20％，黑人法学院毕业生律师资格考试的不及格率是白人的四倍，并且不同种族间的友谊在学术准备水平相对相似的学生间更容易形成；因此，黑人和西班牙裔人在学术上不匹配程度较低的校园中在社交方面更加融入。他声称，平权行动的所谓“受益者”即少数群体实际上并未从该政策中受益，反而受到了损害。Sander的主张遭到争议，他的经验分析也遭到了大量的批评。包括美国一些最领先的统计方法学家在内的一组人士告诉最高法院，Sander的分析存在足够多的缺陷，所以法院最好完全忽略这些分析。 Jesse Rothstein和Albert H. Yoon在2008年进行的一项研究证实了Sander的不匹配结果，但同时也发现，取消平权行动“将导致所有法学院的黑人录取新生减少63％，精英法学院的黑人录取新生减少90％。” Peter Arcidiacono和Michael Lovenheim在对先前的研究进行回顾时，对这些数字很大的预测提出了质疑。他们在2016年的文章中充分表明种族偏好会导致不匹配影响。但是，他们认为，一些非裔美国法学院学生到选择人数较少的学校就读会大大提高较低的初次尝试州律师资格考试的通过率，但他们警告说，法学院录取率的下降可能会抵消这种提高。 
其他学者发现，少数民族从平权行动中获益匪浅。例如，密歇根大学法学院发现，他们的平权行动项目已大大增加了非裔美国学生的入学率。

#### 阶级不平等
围绕平权行动有效性的争议是基于阶级不平等的概念。反对种族平权行动的人认为，该计划实际上使中上阶层的非裔美国人和拉丁裔美国人获益，却损害了下层阶级的欧裔美国人和亚裔美国人。该论点支持基于阶级的平权行动的想法。美国的穷人不按比例地由有色人种组成，因此基于阶级的平权行动将不按比例地帮助有色人种。这将消除基于种族的平权行动的需要，并减少中上层有色人种获得任何不成比例的优惠。
1976年，纽约城市大学的一群意大利裔美国教授成功地主张将他们作为升职和雇用的平权行动的一个类别。在美国，意大利裔美国人通常被认为是白人，不会受到平权行动政策的保护，但是统计证据表明，根据纽约市中的意大利裔美国人的比例，意大利裔美国人是少数群体。
自由主义者经济学家Thomas Sowell在他的《世界各地的平权行动：一项实证研究》（Affirmative Action Around the World: An Empirical Study）一书中写道，平权行动政策会鼓励非优先群体将自己指定为优先群体的成员（即，平权行动的主要受益者）以从群体优惠政策中获利。

#### 反对平权行动的杰出人士
美国最高法院的黑人法官之一克拉倫斯·托馬斯反对平权行动。他认为第十四修正案的平等保护条款禁止基于种族的考虑，例如基于种族的平权行动或优惠待遇。他还认为，这会创造“受害者团体”，并暗示黑人需要“特殊待遇才能成功”。 Thomas还引用自己在平权行动计划方面的经验作为批评的理由。
Frederick Lynch——《看不见的受害者：白人男性与平权行动的危机》（Invisible Victims: White Males and the Crisis of Affirmative Action）一书的作者，对白人男性进行了一项研究，称他们是反向歧视的受害者。Lynch解释说，这些白人感到沮丧以及不公正地被平权行动伤害。反对平权行动的另一位作者Shelby Steele希望看到平权行动可以回归施行平等机会的最初含义。他认为，黑人必须在教育和维持一份工作方面承担全部责任。Steele认为，要实现我们根除歧视的目标，美国还有很长的路要走。
Terry Eastland——《终结平权行动：肤色歧视的正义》（From Ending Affirmative Action: The Case for Colorblind Justice）一书的作者说：“平权行动的大多数论点分为两类：纠正过去的歧视以及促进多样性”。Eastland认为，平权行动的创造者们并未预料到平权行动带来的优惠对那些不需要的人（主要是中产阶级少数群体）会有什么影响。此外，她认为，平权行动带有污名化，会给少数群体带来自我怀疑和有权利获得优惠的感觉。Eastland相信，平权行动有巨大的风险，只有在某些时候才能奏效，如果没有这个行动，我们将能够更加自由地相互竞争。自由主义经济学家托Thomas Sowell在他的著作《世界各地的平权行动：一项实证研究》中确定了他所言的平权行动的负面结果。Sowell写道，平权行动政策鼓励非优先群体将自己指定为优先群体的成员（即平权行动的主要受益者），以从群体优惠政策中获利；政策倾向于主要给优先群体（例如上层和中产阶级的黑人）中受益最大的人优惠，常常不利于非优先群体中最受益最少的人（例如贫穷的白人或亚裔）;该政策减少了优先和非优先的群体做出最佳表现的激励——前者因为这样做是不必要的，而后者则因为证明是徒劳的——从而导致整个社会的损失；并且该政策也导致对优先群体的敌意。.:115–147

#### 逆向歧视
一些评论者将逆向歧视定义为一种政策或做法，即歧视多数群体以支持历史上处于不利地位的群体或少数群体。  许多人认为逆向歧视源于平权行动政策，而这些政策只是歧视的另一种形式，与过去的例子无异。像Ward Connerly这样的人断言，平权行动索求的正是其旨在消除的歧视。根据这些反对者所言，这种矛盾可能会使平权行动适得其反。逆向歧视的一种论点是，平权行动鼓励平庸和无能。工作职位不会被提供给最合格的申请人，而是提供给具有特殊特性的申请人，例如某些种族、民族或性别。例如，反对者说，平权行动会使准备不足的申请人被接收到要求很高的教育机构或工作中，从而最终导致失败（例如，参见Richard Sander对法学院的平权行动、律师资格考试和律师事务所的最终表现的研究）。其他反对者则说，平权行动降低了门槛，因此否认了那些根据自身价值和真正成就而追求卓越的人。反对采取平权行动的人认为，价值应是申请工作岗位、大学、研究生院等被考虑的主要因素。
其他人则认为，平权行动不再是必须的了，而且美国已成为少数族裔的大熔炉，以至于白人最终将成为少数族裔。有言论表明，尽管过去可能采取平权行动政策是必须的，但是现在已经过时了。因此，这些不断变化的人口统计数据表明，平权行动政策将不再是必须的了，因为它最终将使多数群体受益。
平权行动的另一个流行的争论是补偿。黑人过去曾因作为黑人而受到过虐待，因此当今社会应补偿他们的伤害。这造成了优先聘用、合同和奖学金等形式作为改进过去的过失的方法的逆向歧视。许多反对者认为，这种补偿形式在道德上是站不住脚的，因为如果黑人过去因作为黑人而受到伤害，那么对这种相同特征的优惠待遇是不合逻辑的。此外，有言论表明，今天无罪地从过去的不公正中受益的白人不应因他们无法控制的事情而受到惩罚。因此，他们受到了逆向歧视，这是因为他们受到的惩罚应该施与那些主动和有意从歧视行为中受益的人。
一些反对者进一步声称，平权行动具有不可取的副作用，并且未能实现其目标。他们辩称，平权行动阻碍了和解、用新的错误代替旧的错误、破坏了少数群体的成就，并鼓励群体将自己视为弱势群体，即使他们本身并非弱势群体。它可能会加剧种族紧张，使少数群体中的特权人士受益，而这建立在非优待群体中被剥夺权利的人受到损失之上（例如低阶层的白人和亚洲人）。最近，美国各州大力禁止大学录取中的种族或性别偏好，以回应Grutter诉Bollinger案中极具争议和史无前例的判决。2006年，密歇根州近60％的选民决定禁止在大学录取中使用平权行动。密歇根州与加利福尼亚州、佛罗里达州、德克萨斯州和华盛顿州一起，禁止在招生方面考虑使用种族或性别。除此之外，一些反对者认为，平权行动贬低了应该被帮助的群体的人的成就，因此使平权行动适得其反。此外，反对平权行动的人声称，这些政策使个体失去了人性，而求职或求学的申请人被判定为一个群体的成员，而不考虑作为个体的个人。

#### 多样性
平权行动的批评者主张，尽管支持者将多样性定义为“有意义的（例如技能、教育、工作经验、问题的观点、文化取向等）多种类组成”，实际实施通常仅基于表面因素，包括性别、种族和原籍国。

## 现状

### 教育领域
由于平权行动的推行，美国教育领域的形势有从一个极端到另一个极端的现象时有发生。比如，有的教育和研究项目，走到了不是少数族裔就不能申请进入的境地。对少数族裔的优惠，在某些方面似乎过了头。以著名的密西根大学为例，新生的入学总体评分，必要的毕业考试SAT成绩，满分占18点，而少数族裔种族优惠分就占20点。也就是说，如果一个非常用功的非少数族裔青年，在SAT考试中得到满分，1600分（大概在0.5％左右），在其它条件相同的情况下，那么他／她将在总分上低于一个没有SAT成绩的少数族裔青年。当然这是理论上的逻辑说法，实际不会发生这样离奇的事件。但是，过中的问题已经清楚地表现出来了。
密西根大学两个白人学生在2005年为此诉诸法律，状告学校当局，歧视白人学生。几经周折，这个案子最后上诉到了联邦最高法院。由于明显的不合理，近来不少重要大学先后取消或者是修改了若干“歧视”少数族裔学生的项目。其中包括麻省理工，普林斯顿大学，愛荷華，北卡州等等。
不少白人及保守派认为，这种平权运动矫枉过正，形成了一种对白人和男性學生的“逆向歧视”。也就是在高等教育入学时任何一个孩子都可能在考试分数高于一个黑人孩子时遭到拒绝，而考分相对较低的非裔美国人孩子可能被录取。加州大学首先将废除平权行动提上议案，并在1995年正式停止实施在招生中优惠少数族裔和妇女。
目前亚裔是教育平权思想最大的受害者。例如普林斯顿大学的录取中，亚裔的录取者的SAT成绩需要比白人、西裔、非裔的成绩分别高出50、235、280分。哈佛大学的录取中，亚裔需要比白人、西裔、非裔分别高出140、270、450分。。
在加州大学系统尝试提出教育平权法案SCA5的2014年，加州大学录取的新生除去国际学生和种族不明之外，29%是白人，41%是亚裔，25%西班牙裔，5%非洲裔。而根据1996年的人口出生数据，当年达到入学年龄的学生中34%是白人，11%是亚裔，47%西班牙裔，7%非洲裔。因此如果加州大学引入种族配额，亚裔将承担所有成本，而白人将和其他族裔一起从中受益。

### 就业
在美国，工资最高的公司中，排名前五的谷歌、Salesforce、脸书、微软、NetApp中，亚裔/白人/西裔/非裔的员工比例分别是32/59/3/2%（Google）、24/65/4/2%(Salesforce)、36/55/4/2%(脸书)、31/58/6/4%(微软)、24/66/5/3(NetApp)。而根据推算，美国的劳动力中这四个族裔比例分别为6/64/17/12%。因此就业平权如果在这些公司推广，则亚裔仍然首当其冲，而白人将不受影响或略微获益。
同样根据，亚裔/白人/西裔/非裔的中位周薪分别是$993/835/604/641，全国中位值为$809。因此即使在全国范围内推广就业收入的平权，亚裔依然将受到最严重的冲击。

## 在高等院校的实施
在美国，种族偏好的一种显著形式与受教育程度相关联，特别体现在大学和其他形式的高等教育录取方面。在大学评估申请人的等级和考试分数时，有时会考虑其种族、民族、母语、社会阶层、地理背景、所涉及大学的校友子女（遺緒優惠）和/或性别等因素。申请个人还会因为以上标准被授予奖学金，以及根据以上标准支付相关费用。
1970年代初期，哈佛大学的行政人员沃尔特·J·伦纳德（Walter J. Leonard）发明了“哈佛计划”，“该计划是美国最早、最有效的平权行动计划之一，成为全国其他大学的榜样。“1978年，最高法院在加州大学董事会诉巴基案一案中裁定，公立大学（和其他政府机构）不得根据种族来为入学或招聘设定具体的数字目标。法院表明，可以基于种族多样性设定“目标”和“时间表”。
与美国大学录取相关的种族偏好辩论反映了大学间的相互竞争：“他们应在多大程度上追求学术成就？又在多大程度上追求公民友好？以及他们应该如何在两者之间取得平衡？”。耶鲁大学法学院院长路易斯·波拉克（Louis Pollak）于1969年写道，在过去的15年中，耶鲁大学“通常在评估黑人申请人时，对LSAT和其他标准学术测评的重视程度较小”。他写道，虽然大多数黑人学生“没有取得学术成就”，但“很少有学生未能毕业”，并且“许多黑人校友......迅速展现出了高水平的专业成就”。波拉克证实了大学中存在通过降低入学标准而录取更多的少数族裔学生的计划，“事实上……该国需要更多的黑人律师，尤其是训练有素的黑人律师，而当今的美国律师中只有百分之2或百分之3的人是黑人”，如果耶鲁能够帮助“满足这一重要的国家需要，那么它就应该这么去做”。他认为，“少数族裔的学生”——在当年进入该年级的达到24人——且都有着“先前的教育缺陷”，不太可能会为学校带来损害，并期望“准备充分”的黑人申请人的数量在未来会大大增加。
诸如罗纳德·德沃金之类的学者断言，任何大学申请者都无权期望大学以奖励某种特定素质的方式来规划其招生政策。按照这种观点，录取不是授予优异成绩的荣誉，而是一种按照每所大学的定义来推进任务的方式。如果种族多样性是大学的目标，并且他们的种族偏好不基于仇恨或蔑视而歧视申请者，则可以根据与大学自身设定的使命相关的标准，判定平权行动是可以被采纳的。
与这种观点一致的是，招生官通常声称，录取学生的原因并不仅仅基于学业成绩，还取决于他们的投入、热情、动机和潜力。选择性强的高等教育机构不仅会简单地选择SAT成绩最高的人来纳入其本科课程，分数在2250至2400分之间的表现优异人才也在这些机构中有着很大的代表性。
为了适应霍普伍德诉德克萨斯州一案中禁止在学校招生中使用种族差异的裁决，德克萨斯州通过了一项法律，保证如果学生的成绩达到毕业年级的前10％，则可以申请进入任何州立大学。佛罗里达州和加利福尼亚州还用阶级等级和其他标准代替了种族配额。班级排名易于使在竞争较少的高中院校就学的顶尖学生受益，而不利于在竞争较强的高中就学的学生。但是，这种效应似乎是有意设置的，因为资金较少、竞争力较弱的学校更有可能是少数族裔入学率较高的学校。评论家认为，阶级等级更能衡量一个人的同龄阶层，而不但是这个人本身。有关排名前10％的政策增加了种族多样性，但这仅是因为由于居住模式的原因，学校仍然存在高度的种族分离情况。阶级等级规则的结果与传统的平权行动的结果相同：那就是，向那些不被基于成绩招生的传统学校录取的学生开放院校。从1996年到1998年，德克萨斯州的州立大学以成绩筛选学生，且少数族裔的入学率有所下降。该州采用“录取前10％”的规则后，少数族裔的入学人数恢复到1996年之前的水平。

### 影响
在2003年至2004学年期间，在哈佛大学举行的非裔美国校友聚会上的一次小组讨论中，该机构的两位著名黑人教授拉尼·吉尼尔（Lani Guinier）和亨利·路易斯·盖茨（Henry Louis Gates）指出了平权政策对哈佛的意外影响。他们说，哈佛大学中只有三分之一的黑人本科生来自四个祖父母都出生于非裔美国人社区的家庭。哈佛的黑人学生大多数是加勒比和非洲移民或他们的孩子，还有一些是不同种族夫妇的混血儿。有一位哈佛大学的学生，其出生于南布朗克斯市，来自一个黑人家庭，其祖先的好几代人都曾在美国居住。他说，来自历史悠久的非裔美国人社区,自称为“后裔”的哈佛学生很少(即美国奴隶的后裔）。造成历史悠久的非裔美国人代表性不足的原因以及可能的补救措施，仍然是当今辩论的主题。
加州大学洛杉矶分校教授理查德·桑德（Richard H. Sander）在2004年11月的《斯坦福大学法学评论》上发表了一篇文章，该文章质疑法学院中种族偏好的影响。他指出，在他发表文章之前，还没有对平权行动的影响进行全面研究。这篇文章提出的一项研究表明，法学院开学第一年后，法学院中的黑人学生有一半的成绩都接近年级末尾，法学院的黑人学生更容易辍学并无法通过律师资格考试。这篇文章提供了一个初步的估计，如果所有法学院的平权行动计划结束，美国新增黑人律师的人数将增长8％。资格较差的黑人学生会进入声誉较低的学府，这样一来，他们的能力与同班同学的匹配度会更高，从而表现相对更好。在1996年的第209号提案通过后，桑德帮助加州大学洛杉矶分校法学院制定了基于社会经济的平权行动计划，该计划禁止加利福尼亚州的公立大学使用种族偏好。而相应变化也在各项研究之后显现出来，加州大学洛杉矶分校的黑人毕业率为41％，而白人为73％。
华盛顿大学经济学教授马克·朗（Mark Long）在2007年进行的一项研究表明，平权措施的替代方案在恢复加利福尼亚州、德克萨斯州和华盛顿州的公立大学的少数族裔入学方面被证明是无效的。更具体地来讲，少数族裔入学人数明显反弹的原因可能是因为这些州的高中院校增加了少数族裔的入学人数，而基于阶级（而非种族）平权行动的受益者将是白人学生。同时，平权行动本身在道德上和物质上都代价高昂：52％的白人（相比于14%的黑人）认为应对该计划予以废除，这体现了白人对使用种族认同的厌恶，并且有望每年进行需要大学院校花费150万至200万美元的全面审查，且这并不包括可能产生的诉讼费用。

### 投诉和诉讼
迪恩·波拉克（Dean Pollak）在回应加州上诉法院麦克林·弗莱明（Maklin Fleming）法官的来信中，表明要为耶鲁大学的黑人学生定额。弗莱明批评耶鲁制度是“向种族隔离制度的实践，以及保证两所法学院统一的维护迈出了一大步”，从而“损害了耶鲁法学院的标准”。他警告说，这样的招生政策“将使他们旨在对抗的思想观念和偏见永存。如果在特定的班级中，绝大多数黑人学生都处于班级底层，这将造成学生之间产生种族分级，黑人学生要求降低学术标准，以及其他基于种族的“侵略行为”。弗莱明指出种族配额是一场零和博弈的游戏，因为“支持有利于X的歧视就是对Y的自动歧视”。例如，加利福尼亚的亚洲人在工程大学的人数过多，而如果黑人和墨西哥申请人得到优惠待遇，他们就会遭受苦难。他说，配额制违反了“美国的信条，而耶鲁曾自豪地信奉这一信条......该信条信奉美国人应当被当做一个独立的个体而不是某个团体中的一员”。
2006年，耶鲁大学中国本科生李健向人权办公室针对普林斯顿大学提起人权投诉，声称该校因他的种族而拒绝他的入学申请，并要求中止联邦方面向大学提供的财政援助，直到该大学通过消除种族和传统偏好来“停止对所有形式的亚裔美国人的歧视”。普林斯顿大学招生学院院长珍妮特·拉佩莱（Janet Rapelye）在2006年11月30日的《普林斯顿日报》上回应了这一说法，称“数字并不能代表歧视”。她说，李被拒绝是因为“其他许多申请人的资质要比他优秀很多”。李的课外活动被描述为“并非那么出色”。李在一封电子邮件中反驳说，他在候补名单上的位置可以反驳拉佩列的说法。李说：“普林斯顿大学最初已经将我的申请列入候补名单。因此，如果不是因为录取率比预期低，招生办公室可能会录取一名“课外活动并非那么出色”的候选人。

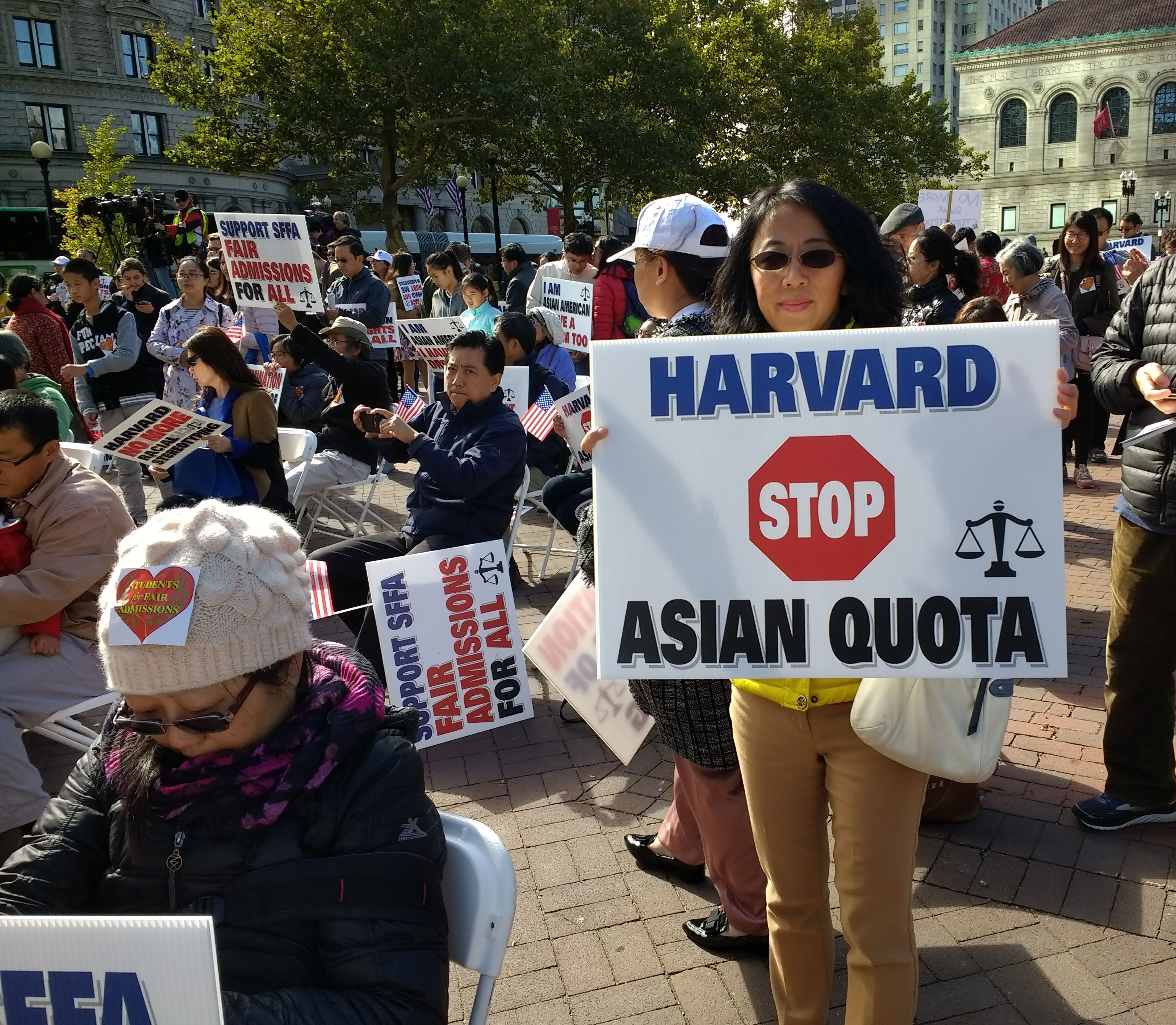
2018年10月14日在波士顿科普利广场举行抗议活动，以支持学生基于公平入学针对哈佛的诉讼

2012年，路易斯安那州立大学的本科生阿比盖尔·费雪（Abigail Fisher）和南方卫理公会大学的法学学生雷切尔·米夏尔维克兹（Rachel Multer Michalewicz）提起诉讼，对德克萨斯大学的招生政策提出质疑，称其具有“种族意识政策”，即“侵犯了他们的公民权利和宪法权利”。德克萨斯大学采用了“前10％法则”，根据该法，德克萨斯州任何公立大学或其他高等院校，会确保在高中院校毕业年级排名前10%的学生能够成功被录取。费雪将该政策诉到了法庭，并指出她是因为种族原因而未被德克萨斯大学录取，因此，根据《第十四条修正案》所享有的平等保护权，她的权利遭到了侵犯。最高法院于2012年10月10日针对费雪案进行了口头辩论，并于2013年做出了一项含糊的裁决，将案件退回下级法院，仅规定该大学必须证明其没有通过其他非种族敏感手段来实现种族多元化。2014年7月，美国第五巡回上诉法院的结论是，德克萨斯大学在采取平权行动方面保持了“整体”的态度，并且可以继续这种做法。2015年2月10日，费雪的律师在最高法院提起了新案。此次为一个新的投诉，即美国联邦第五巡回上诉法院在第二次尝试和第一次尝试中都错误地理解了该案件。最高法院于2015年6月同意再次审理此案。2016年7月，多数法院裁定赞成德克萨斯大学奥斯汀分校的做法，且肯尼迪法官为法院裁定，尽管要求严格审查，但该大学的平权行动政策符合宪法。法官阿里托（Alito）写了一篇冗长的异议。
2014年11月17日，“公平录取项目”的一个分支“公平录取学生”在联邦地方法院提起诉讼，对哈佛大学和北卡罗来纳大学教堂山分校的录取做法提出质疑。北卡罗来纳大学教堂山分校的诉讼指控对白人和亚裔学生的歧视，而哈佛诉讼针对的是针对亚裔申请人的歧视。两所大学均要求法院中止诉讼，直到美国最高法院在第二次审理奥斯汀的费雪诉德克萨斯大学案中作出裁决，以澄清有关法律。
2015年5月，由60多个亚裔美国人组织组成的联盟向教育和司法部门针对哈佛大学提出了联邦申诉。联盟要求对他们所说的哈佛针对亚裔美国人的歧视性录取做法进行民权调查。申诉声称，最近的研究表明，哈佛大学在其“整体”录取过程中一直对亚裔美国人进行系统且持续的歧视。据称，由于哈佛大学使用种族刻板印象、种族差异标准和事实上的种族配额，亚裔美国人的考试成绩接近完美，平均成绩达到前1％，而其学术奖项和领导职务都遭到了哈佛的拒绝。针对哈佛的诉讼将于2018年10月在波士顿联邦法院面临审判。
2018年7月3日，美国总统唐纳德·特朗普撤销了两项联邦命令，一项在2011年发出，另一项则在2016年发出，这两项联邦命令曾经增强了在初等和中等教育院校录取中使用与种族有关的平权行动的能力。
2023年6月，美國佛羅里達州18歲華裔生Jon Wang在美國SAT取得近滿分的成績，但被美國哈佛、普林斯頓等6家大學相繼拒收，他加入集體訴訟，向哈佛大學及北卡羅來納大學提出控訴。控告美國院校推動的「平權措施」對亞裔不公。他要求終止「平權措施」的做法，認為它不公平地歧視亞裔。

## 扩展阅读
- 平权法案”——种族平等、种族歧视？[永久]
- 中国青年报：从美国平权法案看中国优权法案 （页面存档备份，存于）